# Розовый (Краснодарский край)
Розовый — посёлок в Лабинском районе Краснодарского края.
Входит в состав Сладковского сельского поселения.

## География

### Улицы
| - пер. Цветочный, - ул. Бабушкина, - ул. Красная, - ул. Ленина, - ул. Мира, - ул. Молодёжная, | - ул. Свободы, - ул. Совхозная, - ул. Солнечная, - ул. Спортивная, - ул. Шоссейная. |

## Население
| 2002 | 2010  |
| ---- | ----- |
| 951  | ↗1000 |